# Walem (Limburg)
Walem is een straat en een gehucht in het zuidelijk deel van de Nederlandse provincie Limburg, gelegen op een heuvelplateau op ongeveer 2,5 kilometer ten oosten van Valkenburg en 1 kilometer ten noorden van Schin op Geul. Het maakt deel uit van de gemeente Valkenburg aan de Geul, hoewel een aantal onbebouwde percelen in de gemeente Voerendaal ligt. Er wonen ongeveer 150 mensen.

## Beschrijving
Er kunnen twee verschillende gedeeltes worden onderscheiden die samen de kern Walem vormen. Het ene deel ligt verspreid langs de gelijknamige weg die begint in Schin op Geul, in het dal van de Geul, en een klim maakt van ongeveer zestig meter naar het plateau van Walem. Bovenaan de klim bevindt zich het andere deel, waar ook de Mariakapel staat.
Walem kent geen eigen voorzieningen, de bewoners zijn daarom aangewezen op Klimmen, Schin op Geul en/of Valkenburg. Oorspronkelijk hoorde het grootste deel van Walem bij de toenmalige gemeente Schin op Geul en wordt thans nog steeds beschouwd als een buurtschap van die kern, hoewel Walem door de huidige fusiegemeente Valkenburg aan de Geul wordt aangemerkt als officiële kern. Een klein deel van Walem behoorde tot de gemeentelijke herindeling in 1982 toe aan de toenmalige gemeente Klimmen.

## Geschiedenis
Vanaf de 13e eeuw wordt Walem als zodanig genoemd in de archieven. Op basis van archeologische vondsten wordt echter aangenomen dat er op deze plaats al veel langer sprake is geweest van bewoning. Door de hoge ligging was het echter moeilijk om aan water te komen waardoor verdere uitgroei en ontwikkeling geremd werd en het in latere tijden vooral boeren waren die zich hier vestigden om gebruik te maken van de wijdverbreide landerijen in het gebied. Heden ten dage is dit nog terug te zien aan een aantal hoeves, waaronder twee monumentale hoeves uit 1608 en 1737.

## Bijzonderheden

### De Kluis
Nabij Walem bevindt zich, gelegen in hellingbos Schaelsbergerbos boven op de Schaelsberg, een voormalige kluizenarij. De zogeheten 'Kluis op de Schaelsberg' is een mergelen bouwwerk dat stamt uit 1688 en dat tot circa 1930 bewoond is geweest. Jaarlijks vindt hier de Sjaasbergergank plaats.

### Romeinse wachttoren
In een stuk bos op de nabijgelegen Goudsberg bevinden zich de resten van een Romeinse wachttoren. De weg waaraan deze overblijfselen liggen zou een gedeelte zijn geweest van de heerweg Boulogne-sur-Mer - Heerlen (die tegenwoordig als de Via Belgica wordt aangeduid).

RD-steen op de Goudsberg
Vergezicht op de Goudsberg (vanuit Walem)

### Restant kampvuur
In mei 2009 ontdekten archeologen bij een grot in de 'Däölkesberg', nabij de kluis, het restant van een kampvuur, waarvan destijds vermoed werd dat het uit de prehistorie stamde. De grot, een zogenaamde abri, bood beschutting aan mensen uit vroegere tijden. Een prehistorische abri was wel bekend uit o.a. België en Frankrijk, maar was in Nederland nooit eerder aangetroffen. Naast houtskoolresten van het kampvuur werden in de geulen ook restanten van vuurstenen werktuigen aangetroffen. Aan de hand van die werktuigen schatten archeologen dat de vuurplaats rond 5000 voor Christus werd gebruikt, wellicht eerder. Echter uit later dateringsonderzoek volgens de C14-methode bleek dat de gevonden resten niet ouder dan 500 jaar zijn en daarmee 'slechts' uit de middeleeuwen stamden. Afgezien van de gevonden stenen werktuigen leverde deze vondst dus geen bewijs voor de vermeende bewoning van het gebied in de steentijd.
Ook is op deze plek mogelijk de bedding gevonden van een voorloper van de rivier de Geul, zoals die in de IJstijd stroomde, tientallen meters hoger dan tegenwoordig.
Aan de voet van de Däölkesberg bevindt zich de Kalkoven Schaelsberg waar kalksteen werd gebrand.

### Kalkoven Walem
Ten zuiden van Walem ligt tegenover het bungalowpark de Kalkoven Walem.

### Mariakapel Walem
Aan de noordoostkant van Walem ligt aan de kruising de monumentale Mariakapel Walem.

## Etymologie
De huidige schrijfwijze Walem is een verbastering van Waalhem of eigenlijk Waalheim. De oudst bekende vermelding stamt uit 1360 als Walheym. Waal stamt waarschijnlijk van 'wala', dat 'van Walen (Romaans sprekenden)' betekent. De naam van het dorp Wahlwiller in de gemeente Gulpen-Wittem zou dezelfde oorsprong hebben. Het suffix heim is een middeleeuwse aanduiding voor een nederzetting.

## Zie ook

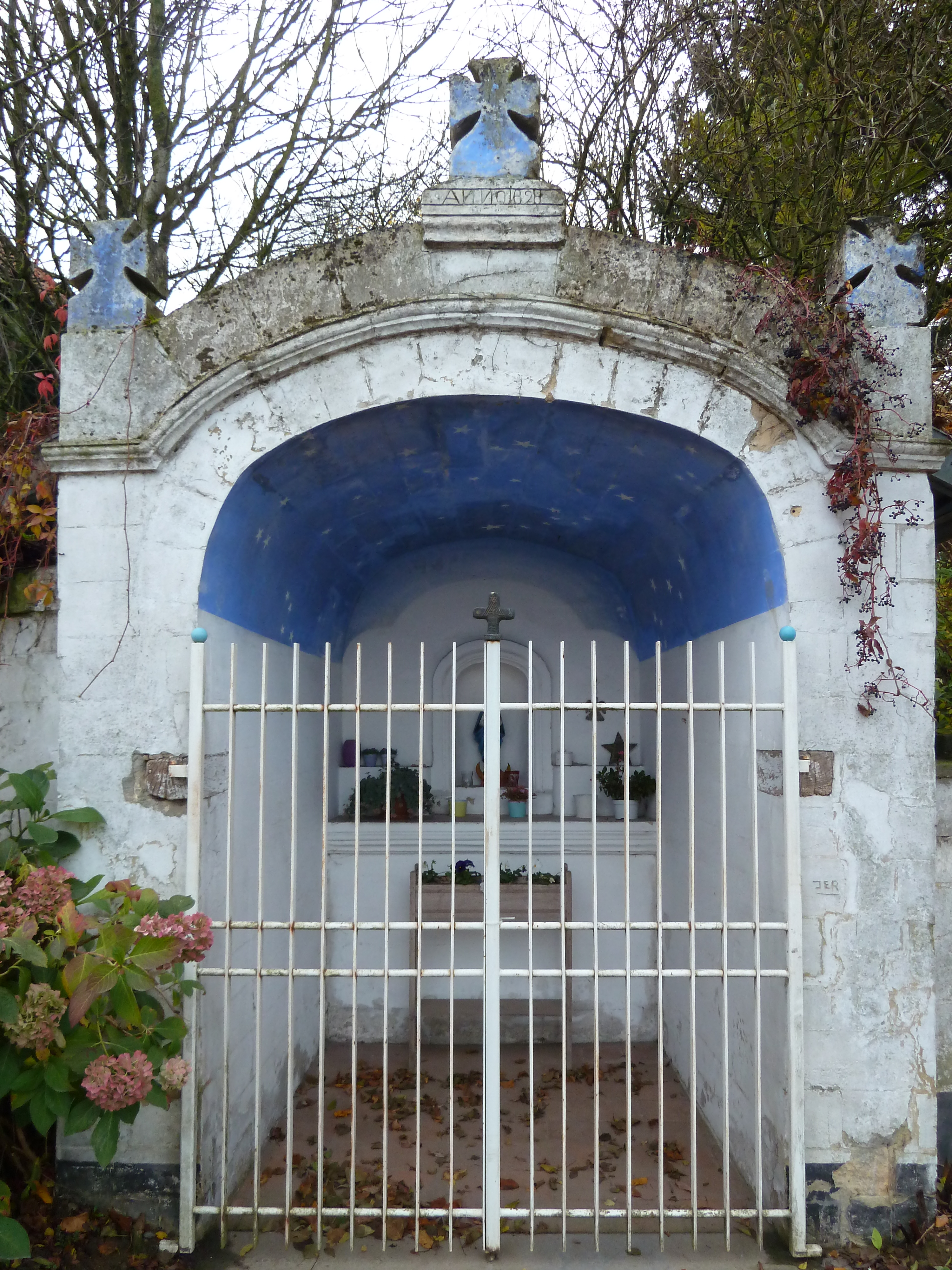
De kapel van Walem
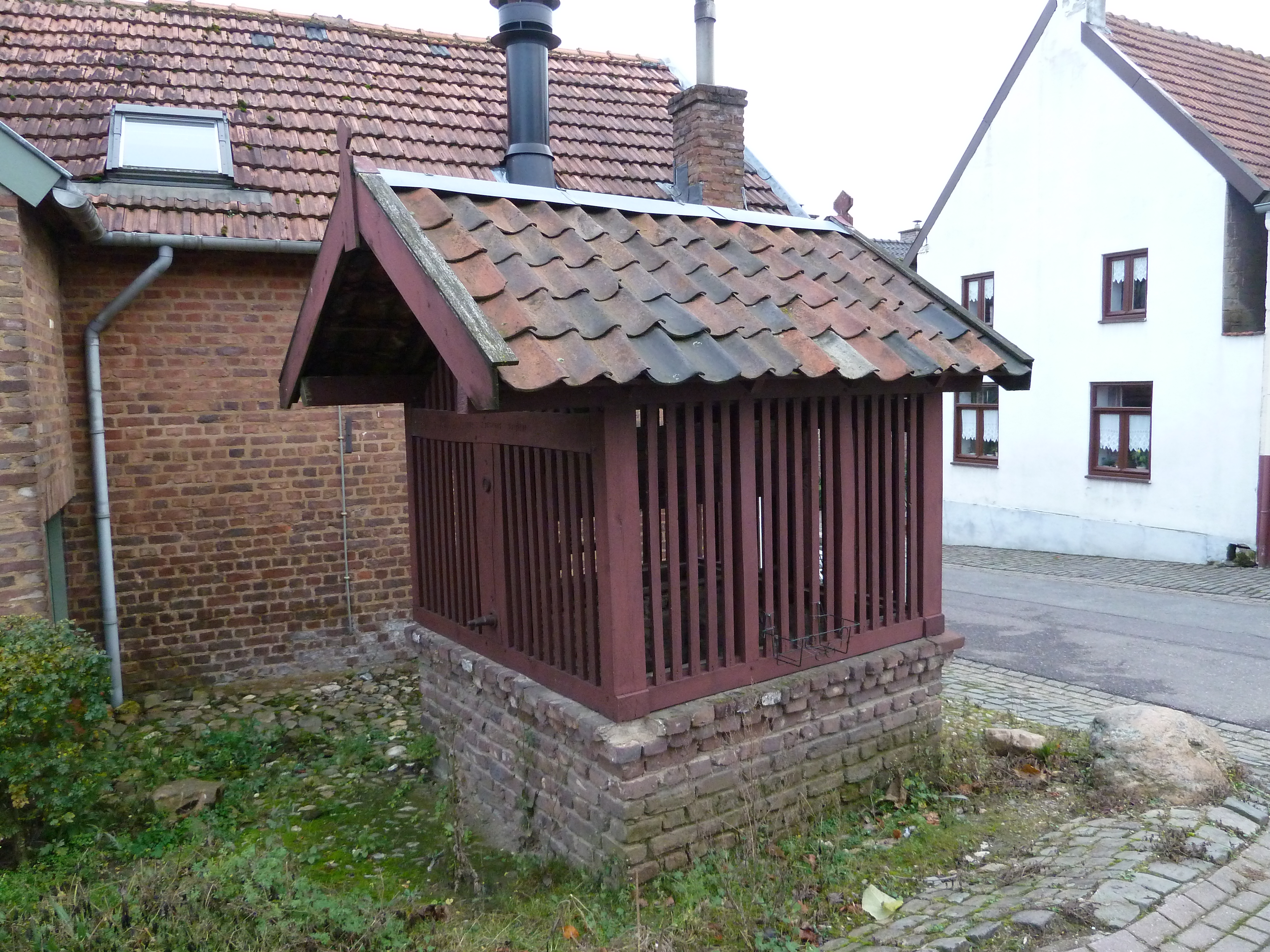
De waterput van Walem
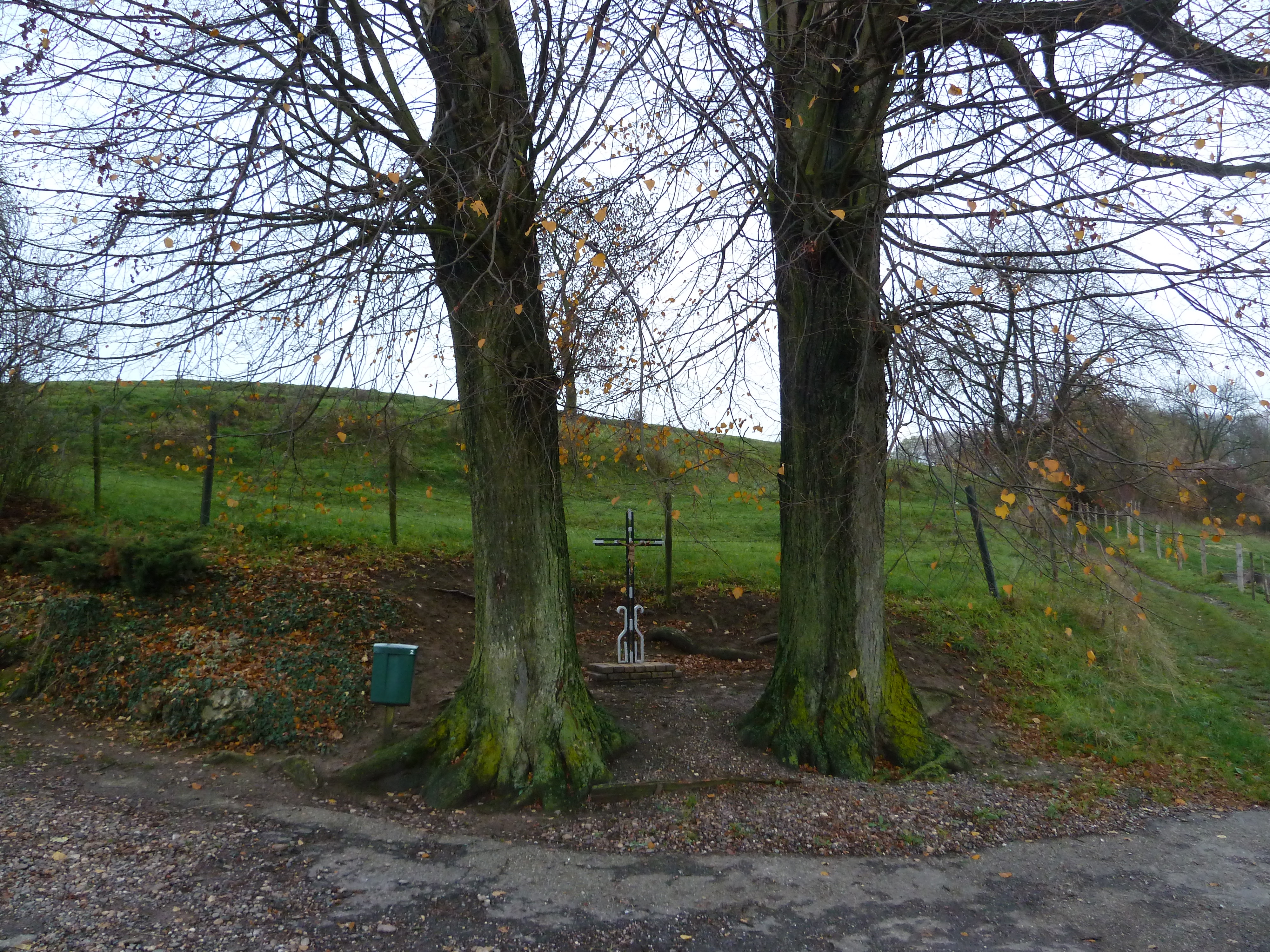
Wegkruis in Walem